# Saubach (Inde)
Der Saubach ist ein 7,4 km langer, linker Nebenfluss der Inde im Raum Eschweiler-Stolberg in der nordrhein-westfälischen Städteregion Aachen.

## Geographie
Er entspringt im westlichen Propsteier Wald und umfließt dessen südwestliche und südliche Flanke weiter in östliche Richtung. In der Nähe seiner Quelle entspringt der nach Norden fließende Merzbach und befand sich das Erzbergwerk Grube Glücksburg.
Seit 1935, als der weitestgehend gerodete Südwestteil des Propsteier Waldes, der so genannte Steinbachshochwald, von Eschweiler an Stolberg ausgemeindet wurde, verläuft sein unteres Drittel nebst Mündung in die Inde auf Stolberger Gebiet.
Bevor er bei der Kläranlage Steinfurt in die Inde fließt, nimmt er starke Verunreinigungen aus den so genannten Vegla-Poldern (unter anderem Huminsäure und Schwefelwasserstoff) und aus der Abraumhalde der ehemaligen Chemischen Fabrik Rhenania AG (Dünnsäure) in Stolberg-Atsch auf.
Der Saubach hatte, nach Aussage des Gewässergüteberichts 2001 des Landesumweltamt Nordrhein-Westfalen mit einer Gewässergüteklasse IV die höchste Schadstoffbelastungsstufe.
2007 wurde eine Behandlungsanlage für Sickerwässer aus den Vegla-Poldern auf dem nördlichen Firmengelände der Saint Gobain Glass in Betrieb genommen, und die Einleitungen in die Inde sind seitdem sauberer.

### Zuflüsse
Im Folgenden werden die Zuflüsse des Saubachs in der Reihenfolge von der Quelle zur Mündung genannt. Angegeben wird jeweils die Mündungsposition mit Angabe des Stationierungskilometers, die Gewässerkennzahl, die orografische Lage, die Länge, die Größe des Einzugsgebietes und die Mündungshöhe.
| Stat. in km | Name           | GKZ       | Lage   | Länge in km | EZG in km² | Mündungshöhe in m ü. NHN | Bemerkungen         |
| ----------- | -------------- | --------- | ------ | ----------- | ---------- | ------------------------ | ------------------- |
| 004,30      | Steinbach      | 282452-2  | rechts | 003,0260    | ?          | 17700000                 | Entwässerungsgraben |
| 003,20      | Grenzsiefen    | 282452-4  | rechts | 001,3870    | ?          | 17300000                 |                     |
| 003,00      | N. N.          | 282452-52 | links0 | 001,2230    | ?          | 17300000                 | früher: Steinbach   |
| 002,00      | Lehmsief       | 282452-6  | rechts | 002,5040    | ?          | 17200000                 |                     |
| 001,60      | Weckenpützsief | 282452-72 | rechts | 001,2640    | ?          | 17200000                 |                     |
| 001,10      | N. N.          | 282452-8  | links0 | 000,9730    | ?          | 17100000                 |                     |

Anmerkungen zur Tabelle
1. ↑  Gewässerkennzahl, in Deutschland die amtliche Fließgewässerkennziffer mit zur besseren Lesbarkeit eingefügtem Trenner hinter dem Präfix, das einheitlich für den allen gemeinsamen Vorfluter Saubach steht.
2. ↑  gemäß Tranchot-Karte, Uraufnahme 1836–1851